# Skalariak
Skalariak, habitualmente estilizado como SkalariaK, es una banda de ska fundada en 1994 en Navarra por los hermanos Juantxo Skalari y Peio Skalari. Sus letras están escritas tanto en castellano como en euskera. Además del ska, en su trabajo se puede encontrar también sonidos propios del punk, reggae y otros ritmos. Hasta 2008, año en el que anuncian un paréntesis en su trayectoria, han publicado seis discos y han girado por España, Europa y América. En noviembre de 2015 confirmaron su regreso para dar una serie de conciertos en 2016.

## Historia
Skalariak nacen en Pamplona en 1994, de la mano de los hermanos Juantxo (voz) y Peio Skalari (batería). Grandes aficionados al ska y al reggae, editaron un fanzine e hicieron intervenciones en radios como DJs. Por fin, deciden poner en marcha un proyecto musical al que llaman Skalariak. Consiguen establecer la primera formación de la banda, compuesta por Javier Etxeberria (guitarra), Mario Memola (saxofón), Cristina Zaratiegui (bajo), Naiara Krutxaga (teclados), Marco Bellizzi (trombón) y David Orduña (trompeta).
El 20 de octubre de 1996, debutan en directo en Pamplona, en el gaztetxe Burlata. Desde un primer momento, además de la predilección por estilos de música jamaicanos como el ska y el reggae, la banda demostró el carácter político de muchas de sus letras, que tratan temas como la multiculturalidad, el antirracismo y el antifascismo.
Al poco de su debut, entran en contacto con la discográfica pamplonesa Gor, que les ofrece grabar un disco. Además, esta toma de contacto permite a la banda introducir el tema "Txapeldunak" en el recopilatorio Latin Ska Vol. II (1996), que editó el sello de ska Moon Ska Records.

### Primer disco: Skalariak (1997)
En 1997 entran en los Estudios XXI, de los hermanos Javier y Juan Antonio San Martín (técnicos de sonido), para grabar el que sería su primer disco: Skalariak, editado por la discográfica Gor y producido por Mario Goñi. El disco incluye Txapeldunak y O neure herri, que también será el primer sencillo del grupo. Los dos temas, junto a Agur euskal herriari, están cantados en euskera, pero el resto de los temas del disco son en castellano. Juantxo y Peio toman las riendas del grupo, componiendo todos los temas, excepto las letras de los temas en euskera.
Comienzan las giras, por diversas ciudades de España, y comienzan a tocar por Europa en una minigira de diez días que les lleva a tocar en Francia e Italia. Durante estas giras se establece la actual formación, entrando Hiart Leitza en el puesto de Zara y Luisillo Kalandraka en el de Naiara. En la sección de vientos el único miembro original que queda es Mario Memola, pero en todos sus conciertos a partir de ahora utilizarán en directo a diferentes músicos a la trompeta y el trombón.

### Klub Ska (1999)
En 1999 aparece su segundo trabajo, Klub Ska, también con la discográfica Gor  y, de nuevo, grabado en los Estudios XXI. que será el primero de una trilogía de álbumes conceptuales: En la Kalle (Gor, 2000) y Radio Ghetto (BoaCor, 2003). En el disco aparece uno de sus temas más conocidos, Sólo vivir, que también fue el sencillo de presentación. Aparecen, como en todos sus discos, temas en euskera, los únicos que no compone la pareja Juantxo/Peio.
Entre los años 1999 y 2000 la banda inicia la presentación del disco. Giran por Madrid, Barcelona, Galicia y todo el País Vasco. Inician una segunda gira internacional pasando por Francia, Italia, Suiza y México, país que recorren tocando durante tres semanas.

### En la Kalle (2001)
En 2001 aparece su tercer trabajo En la Kalle, de nuevo editador por la discográfica Gor, segundo de los discos conceptuales en el que la banda rompe el cerco del "Klub Ska" y acerca su propuesta a la calle. Para esta ocasión optan por grabar en los "Estudios Garate" de la mano de Kaki Arkarazo a la producción. El sonido es muy similar al conseguido en su anterior trabajo, el que el propio grupo define como "sonido SkalariaK".
Haciendo realidad el título del disco y su propuesta conceptual, el grupo da sus primeros conciertos de presentación en actuaciones espontáneas en las calles de Pamplona (tocaron por las calles en Sanfermines), Barcelona o Bilbao. Vuelven a girar por España, Francia, Suiza (donde tocaron en los actos preparados para protestar por la cumbre del G8) e Italia. Aparecen ediciones europeas de Klub Ska (que se edita en Alemania por Mad Butcher Records) y En la Kalle (editado en Italia por Gridalo Forte Records, la discográfica de la Banda Bassotti). Las actuaciones espontáneas y diferentes reportajes, entrevistas y tomas en directo aparecerán recogidas en el vídeo Skalariak: Street's Ska (Gor, 2002).

### Radio Ghetto (2003)
En marzo de 2003 inician la grabación del que será su cuarto trabajo, Radio Ghetto, y con el que cerrarán la trilogía compuesta por Klub Ska y En la Kalle. Pero esta vez el trabajo viene de la mano de la discográfica-distribuidora madrileña BOA. Repiten en los Estudios Garate y con Kaki Arkarazo. Esta vez los temas en euskera también son obra de Juantxo y Peio, como el resto de temas del álbum. En este caso el disco gira en torno a "Radio Ghetto", desde la que los "rude boys" exponen sus inquietudes. Esta vez el radio de acción de la música se expande todo lo posible: empezó en el Klub Ska, sacaron su propuesta En la Kalle y ahora toca expandirla a todos los lugares del mundo desde la "Radio Ghetto", la radio de la gente y del pueblo.
La banda presenta el nuevo disco por todo España, pasando por Madrid, Barcelona, Bilbao, Vigo, Zaragoza o Alicante. Asientan definitivamente su presencia en Europa, en países donde ya han tocado como Suiza (tocan ante 30 000 personas en el "Open Air St. Gallen Festival") y Francia y otros como la República Checa o Alemania (donde tocan en el "Gurten Festival" ante 10 000 personas).
Una vez finalizada la trilogía, y con motivo de cerrar la etapa protagonizada por ésta, la banda pone en marcha en 2005 el "Klub Street Ghetto Tour", una gira en la que presentan únicamente material de su trilogía. Tocan entre marzo y agosto, momento en el que empiezan a preparar su siguiente trabajo.

### Luz Rebelde (2005)
Con Luz Rebelde (BoaCor, 2005), el grupo abre una nueva etapa. Así aparecen nuevos sonidos con los que Skalariak amplía su paleta estilística, desde ritmos celtas ("Luz Rebelde"), soul y funk ("Hartu") a ritmos caribeños ("Segapotoen lurraldea" o "Ale").
Las giras de presentación les llevan a circuitos ya consolidados como el alemán o el suizo, pero también amplían horizontes tocando en Chile por primera vez. Tocan en el estadio "Víctor Jara" con bandas hispanoamericanas en un acto organizado por la ONG chilena "CIASPO".
En agosto de 2006 Hiart comunicó que abandonaba el grupo, y en septiembre del mismo año Peio Skalari también deja el grupo, cogiendo el relevo Enrique Rubiños con la batería.
El 15 de octubre de ese año se celebró el Nafarroa Oinez, para el cual Skalariak por primera vez compuso el tema principal.
En 2007, coincidiendo con el décimo aniversario de la publicación de su álbum debut, la banda publicó un doble álbum recopilatorio titulado 1997-2002. Este consistía en un CD con veintidós canciones seleccionadas de sus tres primeros discos, así como algunas versiones de clásicos del reggae. Además, incluía un DVD con actuaciones en directo, entrevistas y videoclips.
Durante el año 2007, la banda estuvo de gira con motivo de la presentación de Luz rebelde. La gira internacional con más de 70 fechas entre localizaciones en Europa y América, concluyó en Barcelona un concierto que grabó y publicó en formato CD más DVD bajo el nombre de Ska-Republik. Este disco incluye veintiséis canciones, una de ellas inédita (Sarrera VI/Ska-Republik) y una versión de Rude Control de la banda The Clash. Con este concierto en la sala Razzmatazz la banda dio por concluido su proyecto en conjunto.

## Otros Proyectos

### The Kluba
Tras la ruptura de la banda, Juantxo Skalari siguió con el proyecto The Kluba, que fue creado en el mes de octubre del año 2008. "The Kluba nace como idea de Juantxo Skalari, con una perspectiva musical más amplia y un aire melódico jamaicano. El combo rocker de Lérida liderado por Pardal Roquer (contrabajo), acompaña a J. Skalari en una formación, que se completa con J. Butxaca a la batería y Marquès a la guitarra."

### La Rude Band
Actualmente Juantxo Skalari es acompañado por La Rude Band (Juantxo Skalari & La Rude Band), banda también de ska que interpreta los hits de Skalariak y The Kluba así como temas originales. En 2020 presentaron su tercer disco Roots Market.
Miembros
- Juantxo Skalari, voz y guitarra
- Xarli Bass, bajo
- Carles Serras, guitarra
- Pepe Soler, batería
- Oriol Pujol (Uri keys), teclado y acordeón
- Uri Escolano, trompeta
- Jaume Castañé (Met) , saxo tenor
- Marina Planellas, trombón

### Vendetta
Por otra parte, en 2009 Luisillo Kalandraka y Javier Etxeberria comenzaron un nuevo proyecto musical, Vendetta con la edición de un álbum debut homónimo.
Miembros
- Pello Reparaz, trombón y voz.
- Ruben Antón, trompeta y coros.
- Javier "hurakan" Etxeberria, guitarra y voz.
- Luisillo Kalandraka, bajo y voz.
- Enriko Rubiños, batería y percusión.

## Miembros
- Juantxo Skalari: vocalista.
- Enrique Rubiños: batería.
- Javier Etxeberria: guitarra.
- Luisillo Kalandraka: bajo.
- Mario Memola: saxofón.
- Guillermo: trombón.
- Rubén Antón: trompeta.
- Olatz Andueza: teclado + acordeón.

### Miembros anteriores
- Hiart Leitza: teclados.
- Naiara Krutxaga: teclados.
- Zara (Cristina Zaratiegui): bajo.
- Marco Bellizzi: trombón.
- David Orduña: trompeta.
- Ernesto Prat: trompeta
- Peio Skalari: batería.

## Discografía

### Álbumes
- Skalariak (Disco) (Gor, 1997). CD.
- Klub Ska (Gor, 1999). CD.
- En la kalle (Gor, 2001). CD.
- Radio Ghetto (Boa Music, 2003). CD.
- Luz rebelde (Boa Music, 2005). CD.
- Ska Republik Concert (Maldito Records, 2008). 2CD + DVD

### Sencillos
- O neure herri (Gor, 1997). CD-single.
- Sólo vivir (Gor, 1998). CD-single.
- Skalari Rude Klub (Gor, 2001). CD-single.
- Vodka Revolución (Gor, 2001). CD-single.
- Baietz Oraingoan! (2006). Sencillo.

### Vídeos
- Skalariak: Street's Ska (Gor, 2002). VHS y DVD.
- Skalariak: Ghetto Rebelde (2007). DVD
- Skalariak - Ska Republik Concert (2007)

### Participaciones en recopilatorios
- "Txapeldunak" en Latin Ska Vol. II (Moon Ska, 1996). CD.
- "O neure herri" en Aurtengo Gorakada Vol. 1 (Gor Discos, 1997). CD. Disco de sencillos de grupos del sello discográfico Gor.
- "O neure herri" en Skankin' the Scum Away (Mad Butcher, 1998). CD. Recopilatorio alemán de bandas de ska europeas.
- "Sólo vivir" en UniverSonoro Vol. 5 (BOA, 1999). CD.
- "Uníos" en Wir Haben Eine Weltz Zu Gewinnen (Mad Butcher, 2000). CD. Recopilatorio alemán de bandas de ska europeas.
- Latin Ska Jazz (Sock It, 2000). CD.
- "Arazoak arazo" en Nafarroa Hitza Dantzan (Nafarroako Bertsozale Elkartea/Gor, 2001). CD en el que grupos navarros interpretan poemas de diferentes bertsolaris navarros.
- Dance Ska La. 2001 (Banana Juice, 2001). CD.